# Дорадче красномовство
Дорадче (політичне) красномовство – один із трьох різновидів красномовства, що радить щось прийняти або відхилити.

## Арістотель про дорадче красномовство
Арістотель у своєму трактаті «Риторика» розглядає три види промов: дорадчі, судові та епідейктичні. Дорадчі промови проголошувались з метою спонукати слухачів зробити що-небудь корисне або відмовити їх від шкідливих дій. Справа дорадчих речей – прийняти або відхилити, тому що як люди, яким доводиться радитися в приватному житті, так і оратори, які виголошують промову публічно, роблять одне з двох можливих рішень — приймають або відхиляють.
Ціль у дорадчих (політичних) промовах —  це користь або шкода: одна людина дає пораду, спонукаючи до кращого, інша відмовляє, відхиляючи від гіршого, а таке як справедливе і несправедливе, прекрасне і ганебне – тут на другому місці. Оратори, які дають поради, часто роблять поступки, але ніколи не зізнаються, що радять безкорисне або відхиляють від корисного. Арістотель стверджує, що користь – це благо. До категорії блага він відносить: добродія, задоволення, блаженство, добродіяння душі, красу і здоров’я, багатство і дружбу, честь і славу, вміння гарно говорити і діяти, природні дари і науку, знання і мистецтво, а також життя.
Арістотель розглядає роди промов і за часовими параметрами. Так, для нього найважливішим в дорадчому красномовстві є майбутній час, адже оратори виголошують міркування про майбутнє, роблячи припущення на основі минулого.

## Випадки застосування дорадчого красномовства
П’ять пунктів, щодо яких виголошуються дорадчі промови:
- 1) фінанси
- 2) війна і мир
- 3) охорона держави
- 4) продовольча продукція
- 5) законодавство

Найголовніша ж і найбільш відповідна умова для того, щоб переконувати і давати хороші поради, полягає в розумінні всіх форм правління, тому дорадчий оратор повинен знати їх досконало.

## Поради щодо створення та проголошення дорадчої промови (За Арістотелем)
Арістотель викладає різні принципи, які оратор повинен використовувати при формуванні аргументів про можливе майбутнє. Коротше кажучи, оратор дивиться на минуле як на провідника до майбутнього і на майбутнє як на природне продовження сьогодення. Арістотель стверджує, що аргументи щодо конкретної політики та дій повинні ґрунтуватися на прикладах з минулого, бо ми судимо про майбутні події шляхом віщування на основі минулих подій. Також  Арістотель рекомендує цитувати те, що відбулося насправді, оскільки здебільшого майбутнє буде подібним до минулого.
Оратор, починаючи дорадчу промову, повинен спочатку викласти свої власні способи переконання, а потім виступити проти доказів свого противника, знищуючи їх або заздалегідь захищаючи їх. Якщо є багато пунктів, які викликають заперечення, то слід спочатку взятися за них, говорячи другим, оратор повинен спочатку спрямувати свою промову проти промови супротивника, розбиваючи його докази або протиставляючи їм свої, особливо якщо докази супротивника мали успіх.

## Дорадче красномовство сьогодні
Досвід дорадчих ораторів античності є корисним і для сучасних політичних оглядачів (коло проблем, прийомів тощо). І  дорадчі промови можна вважати найпоширенішою щоденною  велемовністю. У таких промовах люди дають іншим поради, пропозиції, оцінки, схиляють до своїх думок, спонукають до певних дій, вчинків або, навпаки, застерігають від небажаних думок, шкідливих дій, негідних вчинків. Це виступи перед колективом, громадою, товариськими зібраннями, друзями, сусідами тощо.     Основне, чим мають керуватися у дорадчих промовах оратори, — це орієнтація слухачів на досягнення користі, добра та блага.